# Левашевка (река)
Левашевка — река в России, протекает по Даниловскому району Ярославской области; правый приток реки Саводранка.
Сельские населённые пункты около реки: Волосово, Баглаево, Левашево, совхоз Революция, Жолнино, Филино; напротив устья — Манжаково.